# 李循義
李循義（1488年—？年），字時行，號鹿巖，浙江宁波府鄞縣人，明朝政治人物。

## 生平
治《易經》，正德十一年（1516年）由國子生中式丙子科浙江鄉試第七十三名舉人，嘉靖二年（1523年）癸未科第三甲第二百四十八名進士。授池州府推官，嘉靖八年九月选授山东道試御史，十年巡视漕运，十一年六月巡按江西，舟中失火，印信批文俱毁，上疏自劾待罪，詔夺俸三月，更给批印。以忤严嵩，出为衡州府知府，不久以病告归，卒。

## 著作
著有《鄮溪集》、《珠玉遗稿》。

## 家族
曾祖李囗迪。祖父李端。父李正華。母何氏。具庆下。行三，兄循仁、弟循禮、循智、循信、循道。